# Lesbian Herstory Archives
O Lesbian Herstory Archives (LHA) é um arquivo, centro comunitário e museu com sede na cidade de Nova Iorque dedicado à preservação da história lésbica, localizado em Park Slope, Brooklyn. Os Arquivos contêm a maior coleção mundial de materiais de e sobre lésbicas.
Os Arquivos foram fundados em 1974 por lésbicas membros da Gay Academic Union que organizaram um grupo para discutir o sexismo dentro dessa organização. As cofundadoras Joan Nestle, Deborah Edel, Sahli Cavallo, Pamela Oline e Julia Penelope Stanley queriam garantir que as histórias da comunidade lésbica fossem protegidas para as gerações futuras. Até a década de 1990, os Arquivos estavam localizados no apartamento da Nestle no Upper West Side, em Manhattan. A coleção acabou superando o espaço e foi transferida para um brownstone que o grupo havia comprado no bairro de Park Slope, no Brooklyn. Os Arquivos guardam todos os tipos de artefatos históricos relacionados a lésbicas e organizações lésbicas e cresceram para incluir cerca de 11.000 livros e 1.300 títulos de periódicos, bem como um número desconhecido de fotografias.

## Histórico

### Fundação e primeiros anos
Após os motins de Stonewall em 1969, muitos grupos dedicados à libertação gay foram formados. Joan Nestle credita a criação dos Lesbian Herstory Archives aos distúrbios de Stonewall "e à coragem que encontrou sua voz nas ruas". A Gay Academic Union (GAU) foi fundada em 1973 por acadêmicos gays e lésbicas interessados em contribuir para o movimento. As lésbicas membros do sindicato criaram um grupo de sensibilização para discutir o sexismo dentro da GAU. As mulheres estavam preocupadas com a facilidade com que a "história" lésbica - história escrita a partir de uma perspectiva feminista - se perdeu e não queriam que a sua história fosse contada de um ponto de vista patriarcal. Joan Nestle mais tarde elaborou o ímpeto para os Arquivos, escrevendo "As raízes dos Arquivos estão nas vozes silenciosas, nas cartas de amor destruídas, nos pronomes alterados, nos diários cuidadosamente editados, nas fotos nunca tiradas, nas distorções eufemizadas que o patriarcado deixaria passar." O lema dos Lesbian Herstory Archives é "Em memória das vozes que perdemos." A declaração original de propósito da organização previa que a coleção nunca deveria ser trocada ou vendida, que deveria ser alojada num espaço comunitário lésbico administrado por lésbicas e que todas as mulheres deveriam ter acesso a ela.
Os membros fundadores do Lesbian Herstory Archives tinham formação em feminismo lésbico e lesbianismo político e incluíam Joan Nestle, Deborah Edel, Sahli Cavallo, Pamela Oline e Julia Penelope Stanley. A ativista lésbica Mabel Hampton, que trabalhou como faxineira para a família da Nestlé quando a Nestlé era criança, também foi uma das primeiras colaboradoras. Os fundadores começaram a reunir e preservar documentos e artefatos relacionados à história lésbica. Elas estavam interessadas na história social da comunidade e coletaram todo tipo de material relacionado à história lésbica, independentemente de a lésbica ser famosa ou fazer parte de um grupo marginalizado. Mais tarde, Edel contou como eles brincavam que se um objeto fosse tocado por uma lésbica, eles o recolheriam. Os Arquivos foram inaugurados em 1974 e estavam alojados na despensa de um apartamento no Upper West Side pertencente à Nestle. A localização dos arquivos originais foi reconhecida como Sítio Histórico dos Direitos da Mulher pelo bairro de Manhattan em 2008.
A LHA começou a produzir um boletim informativo, o Lesbian Herstory Archives News, em junho de 1975 e abriu seus arquivos para a comunidade em 1976. Em 1979, a LHA se tornou uma das primeiras organizações queer sem fins lucrativos em Nova York quando eles foram incorporados como Lesbian Herstory Educational Foundation. A coleção da LHA cresceu para 200 coleções especiais, 1.000 arquivos temáticos ou organizacionais, 1.400 títulos de periódicos, 10.000 títulos de livros, 12.000 fotografias e vários milhares de objetos adicionais em 1990. De acordo com a Nestlé, a coleção tinha 50.000 objenos no final de 1992. Com a expansão da arrecadação da LHA, a organização começou a arrecadar US$ 300.000 para um novo local. principalmente de pequenos doadores, em eventos como torneios de pingue-pongue, festas em casa e churrascos.

### Moção para Park Slope
Após anos de arrecadação de fundos que começou em 1985, a LHA comprou uma casa geminada de três andares brownstone na 484 14th Street em Park Slope em dezembro de 1991. A LHA contratou carpinteiras e arquitetas lésbicas para converter a casa geminada em uma sede para sua coleção. Os Arquivos foram transferidos para sua nova casa em 1992 e uma inauguração oficial ocorreu em junho de 1993. Em 1995, a coleção tinha 10.000 livros, variando do livro Ladies of Llangollen de 1785 até meados do século XX. século "clássica ficção lésbica popular", bem como várias centenas de revistas. Além disso, o boletim informativo da LHA contava com 6.000 assinantes. A 16ª edição do Lesbian Herstory Archives Newsletter de dezembro de 1996 anunciou que a hipoteca do edifício havia sido paga.
Em novembro de 2022, a Comissão de Preservação de Marcos da Cidade de Nova York designou o prédio dos Lesbian Herstory Archives' na 484 14th Street como um marco oficial da cidade. O prédio foi o primeiro marco da cidade do Brooklyn a ser designado devido à sua importância para a comunidade LGBTQ+.

## Organização e exposições

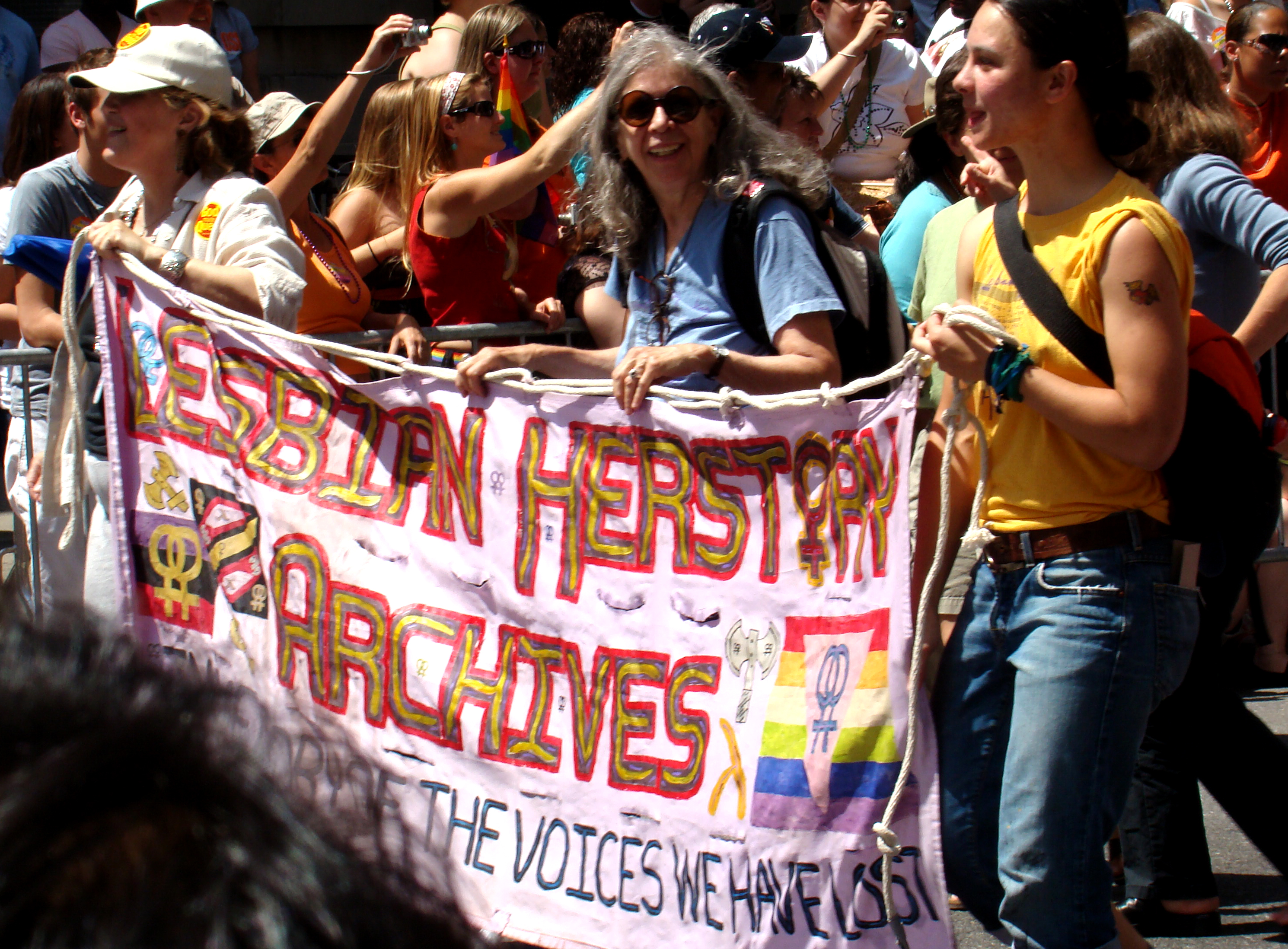
Mulheres marchando na Marcha do Orgulho LGBT de Nova York em 2007 seguram uma faixa para os Lesbian Herstory Archives com a assinatura "Em memória das vozes que perdemos".

Os Lesbian Herstory Archives são administrados por um comitê coordenador que determina quais itens são aceitos nos arquivos. Os Arquivos são inteiramente compostos por voluntários e estagiários. A LHA organiza eventos em seu espaço, incluindo cursos, palestrantes, maratonas de leituras de poesia e um evento anual do Dia dos Namorados. Arquivistas da LHA marcham regularmente na Marcha Dyke da cidade de Nova York e até 2014 na Marcha do Orgulho LGBT.
Nos primeiros anos dos Lesbian Herstory Archives, amostras de materiais dos Arquivos foram trazidas para palestras. Para preservá-los, foi desenvolvida uma apresentação de slides itinerante. A LHA também patrocina exposições itinerantes organizadas em torno de vários temas. Sua exposição "Keepin' On" apresenta lésbicas afro-americanas.

### Coleções
Os Lesbian Herstory Archives começaram com materiais pessoais doados pelas fundadoras. Inclui tudo escrito pela fundadora Joan Nestle. Os fundadores também fizeram um apelo para doações de materiais e aumentaram gradativamente seu acervo ao longo dos anos. Quando a LHA mudou para a 14th Street, os visitantes puderam ver quase toda a coleção, exceto um pequeno número de artefatos que foram mantidos em sigilo a pedido de seus doadores. Os visitantes eram obrigados a marcar hora, só podiam ver os artefatos no local e eram proibidos de tirar fotos. O New York Times escreveu em 1996 que "nem mesmo os bens mais raros do arquivo são mantidos sob vidro". Hoje a coleção contém todos os tipos de artefatos históricos, incluindo papéis, diários, revistas, fotografias, fitas, pôsteres, bottons, periódicos, zines, camisetas e vídeos. Cópias de filmes estão disponíveis para visualização nos Arquivos e os originais são armazenados fora do local, em um depósito climatizado. Os livros são organizados em ordem alfabética de acordo com os nomes dos autores, em vez de seus sobrenomes.
A LHA aceitou doações de materiais para o Arquivo ao longo de sua história. Mabel Hampton doou sua extensa coleção de ficção lésbica para os Arquivos em 1976. Arquivos da Sociedade Histórica de Lésbicas e Gays de Nova York e do Projeto de História Lésbica foram doados aos Arquivos após a dissolução dessas organizações. Os Arquivos hospedam a Coleção Red Dot, que consiste na biblioteca do capítulo da cidade de Nova York das Filhas de Bilitis, a primeira organização lésbica nacional nos Estados Unidos. A escritora e ativista Audre Lorde doou alguns de seus manuscritos e documentos pessoais aos Arquivos. A Coleção Especial Marge MacDonald consiste nos livros, artigos e diários de Marge MacDonald, que deixou os materiais para LHA em seu testamento, apesar da objeção de sua família, que queria destruí-los. A produção da The L Word doou seus materiais de imprensa em 2010.
O site da LHA, que estreou em 1997, evoluiu para incluir uma coleção digital com um tour virtual pelos Arquivos. Desde então, a LHA digitalizou um grande número de fotografias, boletins informativos e meios audiovisuais. A coleção digital é hospedada pela Pratt Institute School of Information. A LHA está em processo de digitalização de suas coleções de áudio e papel jornal e das histórias orais em vídeo das Filhas de Bilitis. A LHA mantém mais de 1.500 arquivos de assuntos sobre vários tópicos que microfilmaram com a ajuda de microfilme de fonte primária em um conjunto de 175 rolos.

## Prédio

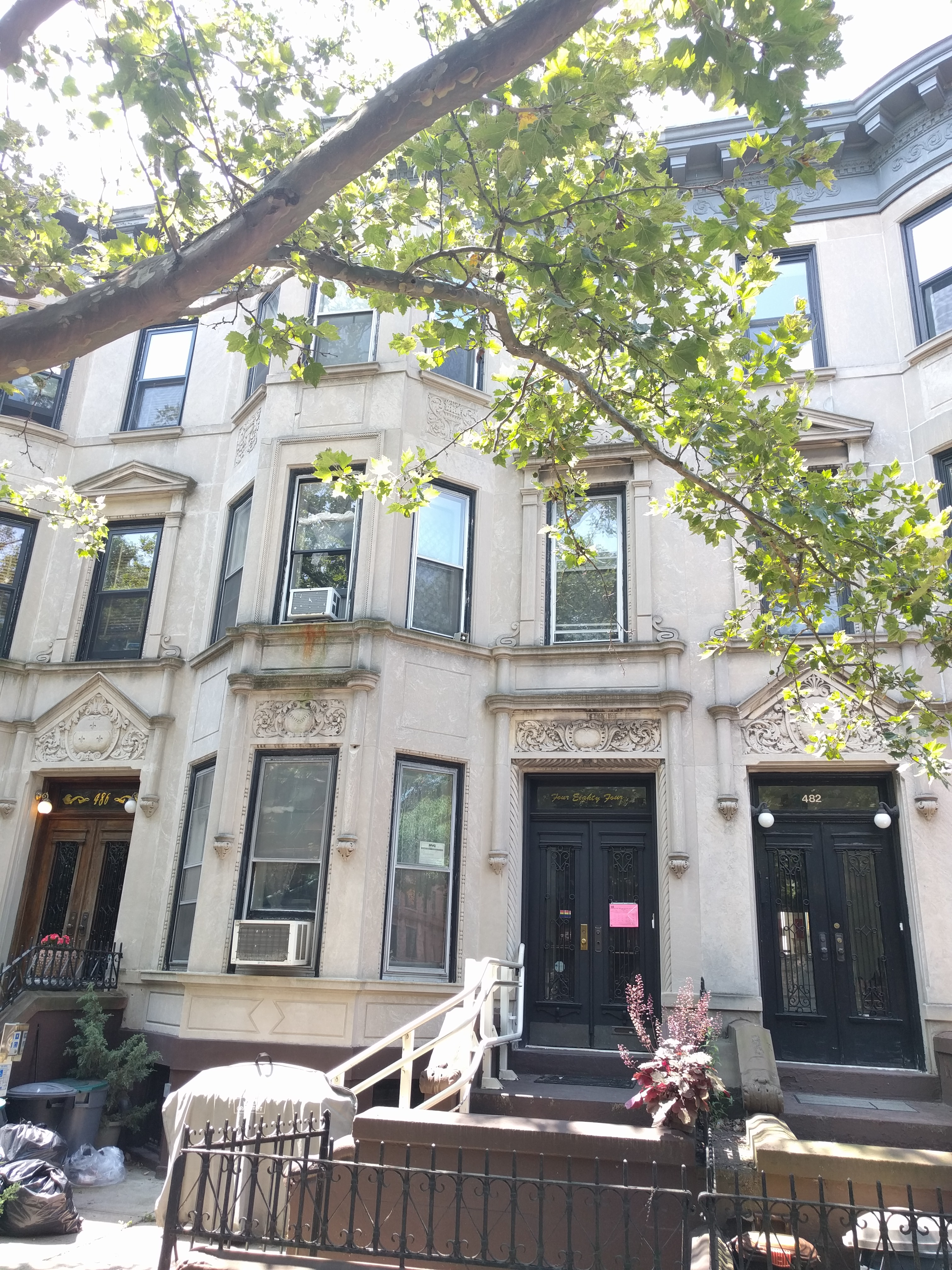
Fachada do Lesbian Herstory Archives, em 2017.

A sede da LHA fica em uma casa geminada convertida de três andares na 484 14th Street, no bairro de Park Slope, no Brooklyn. Axel Hedman projetou a casa no estilo Renascentista para a Prospect Park West Realty Company, que construiu a estrutura em 1908 junto com seis casas adjacentes de design semelhante. O edifício era originalmente uma casa para duas famílias; sua primeira proprietária registrada foi Matilda Levy, uma imigrante alemã, que morava lá com a irmã. Levy ocupou um apartamento e alugou o outro para um vendedor de metal. Entre 1921 e 1943, um dentista húngaro-americano foi dono da casa; a sua família e um empregado viviam num dos apartamentos, enquanto a outra unidade era alugada a inquilinos, como um vendedor de seguros e duas empregadas hospitalares dinamarquesas. Esta casa foi dividida em três unidades em 1945 e abrigava quatro famílias, incluindo duas de ascendência síria, em 1950. O LPC designou a casa como parte do distrito histórico de Park Slope em 1973, e a LHA é proprietária do construindo desde dezembro de 1991.
A fachada é feita principalmente de calcário, embora o porão elevado seja feito de arenito. O acesso à casa é feito através de uma varanda em forma de “L” no lado direito ou poente da fachada. A entrada principal faz-se através de uma porta dupla de vidro e madeira, sobre a qual se encontra uma moldura de corda e um lintel ricamente esculpido. O lado esquerdo (leste) é inclinado para fora e dividido verticalmente em três baias. As janelas do primeiro andar são cercadas por molduras de contas e canos, e há um lintel ornamental acima do centro dos vãos angulares. No segundo andar, há painéis geométricos sob um peitoril que se estende por toda a fachada. Além disso, a janela mais à direita do segundo andar (acima da entrada) contém uma moldura ornamentada e é encimada por frontão. Existem elaborados painéis esculpidos acima do segundo andar, bem como um parapeito de janela simples que conecta as janelas do terceiro andar. Acima do terceiro andar há uma elaborada cornija de metal que contém um friso, dentilos, molduras de ovo e dardo e modilhões.
Após a compra do edifício pela LHA em 1991, a cave e os dois primeiros pisos acima do solo foram convertidos em espaços de exposição e armazenamento. Os arquivos estão localizados principalmente no primeiro andar, que contém estantes sob medida, escritórios, cozinha, espaço para eventos e banheiro. Há também um elevador para cadeiras de rodas no primeiro andar. O apartamento de um zelador fica no terceiro andar.